# サン・トメールの戦い
サン・トメールの戦い（サン・トメールのたたかい、英語: Battle of Saint-Omer）は、 1340年にフランス北部のサン・トメールで起こった、フランス王国軍とイングランド王国・フランドル伯連合軍の戦いである。百年戦争初期のイングランド軍の大規模軍事行動に伴って起きた衝突で、フランス軍が勝利した。イングランド軍の敗北により、戦線はしばし膠着状態に陥ることになる。

## 背景

### フランドル問題
フランドルは11世紀ごろからイングランドから輸入した羊毛で作る毛織物産業で栄え、イングランドと関係が深かった。フランス王国がその富を求めてフランドルに侵攻した際にはイングランドと同盟して対抗し、一度フランスに併合されてからも反乱を起こして金拍車の戦い（1302年）でフランス軍を破り、独立を勝ち取った。1323年にフランドル伯ルイ1世が親フランス路線に転換すると、フランドル諸都市が蜂起してフランドル伯を追放し、フランスに鎮圧されてフランドル伯が戻るまで5年間反乱が続いた。
百年戦争にいたる英仏間の関係悪化に伴い、1336年にイングランド王エドワード3世がフランスへの羊毛輸出禁止に踏み切り、フランドル経済は大打撃を受けた。1337年にはフランドルの中心都市ヘントの政治家ヤコブ・ヴァン・アルテベルデの指導で諸都市連合が反乱を起こしてフランドル伯を追放し、エドワード3世に忠誠を誓った。イングランドは羊毛の供給と引き換えにフランス侵攻の橋頭堡になることをフランドルに持ちかけ、アルテベルデは同意した。

### エドワード3世の侵攻
エドワード3世は1340年にフランス侵攻のため上陸した際に、アルテベルデに対してフランドル兵15,000人を要求した。この過大な要求に驚いたアルテベルデだったが、何とか10,000人をかき集めて参陣した。スロイスの海戦で大勝し勢いに乗るエドワード3世は、アルトワ伯の継承争いでフランス王と対立して謀反人として追われたロベール3世・ダルトワに命じて、アルトワに結集したイングランド兵1,000、フランドル兵10,000を率いて騎行（Chevauchée、騎兵で敵地深く侵入して略奪や破壊などを行うイングランド軍の戦術）を行わせた。フランス軍を会戦に引きずりだし、要塞化されたサン・トメールを攻略するのが狙いだった。
イングランドの動きを察知していたフランス側はアルトワの城塞などの防備を強化し兵を集めた。7月までに、フランス王フィリップ6世は25,000人の兵を結集し、防衛力を増強したサン・トメールやトゥルネー（ベルギー）に配置した。

## 戦いの経緯

### ロベールの進撃
ロベールが攻撃目標を隠そうともせずサン・トメールに直行したため、フィリップ6世はブルゴーニュ公ウード4世に数千の兵を率いて防衛に向かわせ、1週間後にさらにアルマニャック伯ジャン1世の部隊を送り込んだ。両将は町の防備を固め、住民を避難させた上で郊外を破壊して城壁を強化した。ロベールは見当違いにも、サン・トメールに近づきさえすれば城内のフランドル派住民の手引きで町は落ちると思い込んでいた。あてがはずれても進軍を続け、7月25日に町の東側に布陣した。
ところが、背後にフィリップ6世率いるフランス軍が迫っているとの知らせが届き、挟撃を恐れたロベールは町の周囲に配置した軍をいったん引き揚げて敵の面前に布陣し、わざと隙を見せて攻撃を誘った。中央にイングランド長弓兵、左翼にイーペルやモンスの兵、右翼にブルッヘの兵を置き、後衛にフランドルの混成軍を配置した。

### 戦闘
ブルゴーニュ公とアルマニャック伯はロベールの誘いに乗らず本隊を待つことにしたが、功名に逸るフランス騎士の一団が命令を無視してイングランド・フランドル軍の左翼に突撃した。この攻撃は失敗したが、退却するフランス騎士をイープル歩兵が追撃したため乱戦となった。ブルゴーニュ公とアルマニャック伯は城壁からこれを見ると、各400余騎を率いて連合軍の側面を攻撃した。
アルマニャック伯の部隊は左翼を撃破すると、後衛のフランドル軍宿営地に襲いかかって逃げ惑う敵兵を殺戮し、物資を略奪して暴徒化した。一方、中央のイングランド兵と右翼のブルッヘ兵は後背の惨劇を知らず、ブルゴーニュ公の部隊の攻撃を持ちこたえて数に劣る敵を町まで押し戻した。日が暮れたためアルマニャック伯とロベールの軍はそれぞれの陣に引き揚げたが、両軍とも同じ道を使ったため、暗闇の中そこかしこで小競り合いが起こった。
翌朝、アルマニャック伯の攻撃で自陣が壊滅していることを知ったロベールは、フランス軍本隊に退路を断たれる前にエドワード3世のもとへ退却した。フランドル兵8,000人が戦死し、その犠牲のほとんどは後方の陣地にいた訓練不足の兵だった。フランス軍の犠牲は一握りだった。

## 戦後
英仏両軍の主力は温存され戦況にも大きな変化はなかったが、短期的にいくつか影響があった。イングランド軍中のフランドル兵の士気が崩壊し、報酬の支払いを巡って両者に亀裂が走った。多くのフランドル兵が戦死して無防備となった南フランドル地方は、フランス騎兵に蹂躙され、イングランド軍の士気低下と補給難を招いた。兵の損耗が激しかったイープルやブルッヘといった都市や、ヘントの一部市民はフランスとの和平交渉を始め、北フランス侵攻を描いていたエドワード3世の戦略に狂いが生じることになった。